# Grandsaigne
Grandsaigne är en kommun i departementet Corrèze i regionen Nouvelle-Aquitaine i de centrala delarna av Frankrike. Kommunen ligger  i kantonen Bugeat som tillhör arrondissementet Ussel. År 2022 hade Grandsaigne 48 invånare.

## Befolkningsutveckling
Antalet invånare i kommunen Grandsaigne
Referens:INSEE